# Leucanthemum ircutianum subsp. pseudosylvaticum
Leucanthemum ircutianum subsp. pseudosylvaticum é uma subespécie de planta com flor pertencente à família Asteraceae. 
A autoridade científica da subespécie é Vogt, tendo sido publicada em Ruizia; Monografías del Jardín Botánico 10: 134 (1991).

## Portugal
Trata-se de uma subespécie presente no território português, nomeadamente em Portugal Continental.
Em termos de naturalidade é endémica da Península Ibérica.

## Protecção
Não se encontra protegida por legislação portuguesa ou da Comunidade Europeia.